# Scolosanthus wrightianus
Scolosanthus wrightianus är en måreväxtart som först beskrevs av August Heinrich Rudolf Grisebach, och fick sitt nu gällande namn av Charles Wright. Scolosanthus wrightianus ingår i släktet Scolosanthus och familjen måreväxter.
Artens utbredningsområde är Kuba. Inga underarter finns listade i Catalogue of Life.